# Брюер-парк

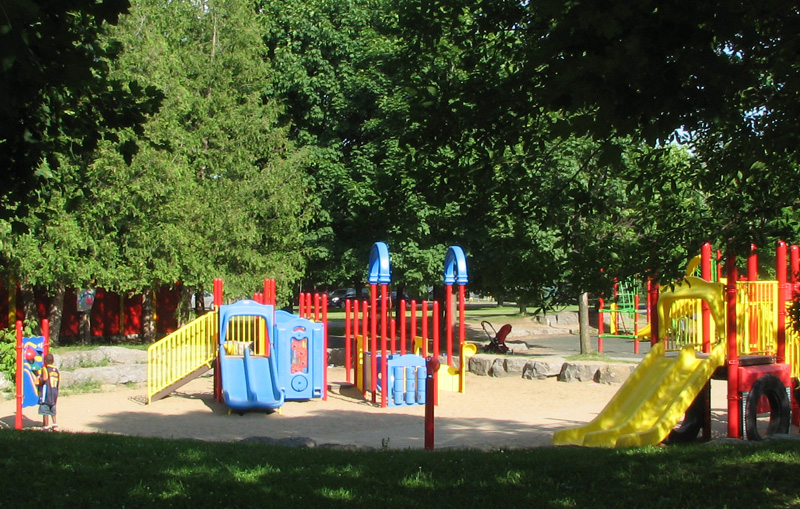
Ігрові споруди з північно-західного боку Брюер-парку.

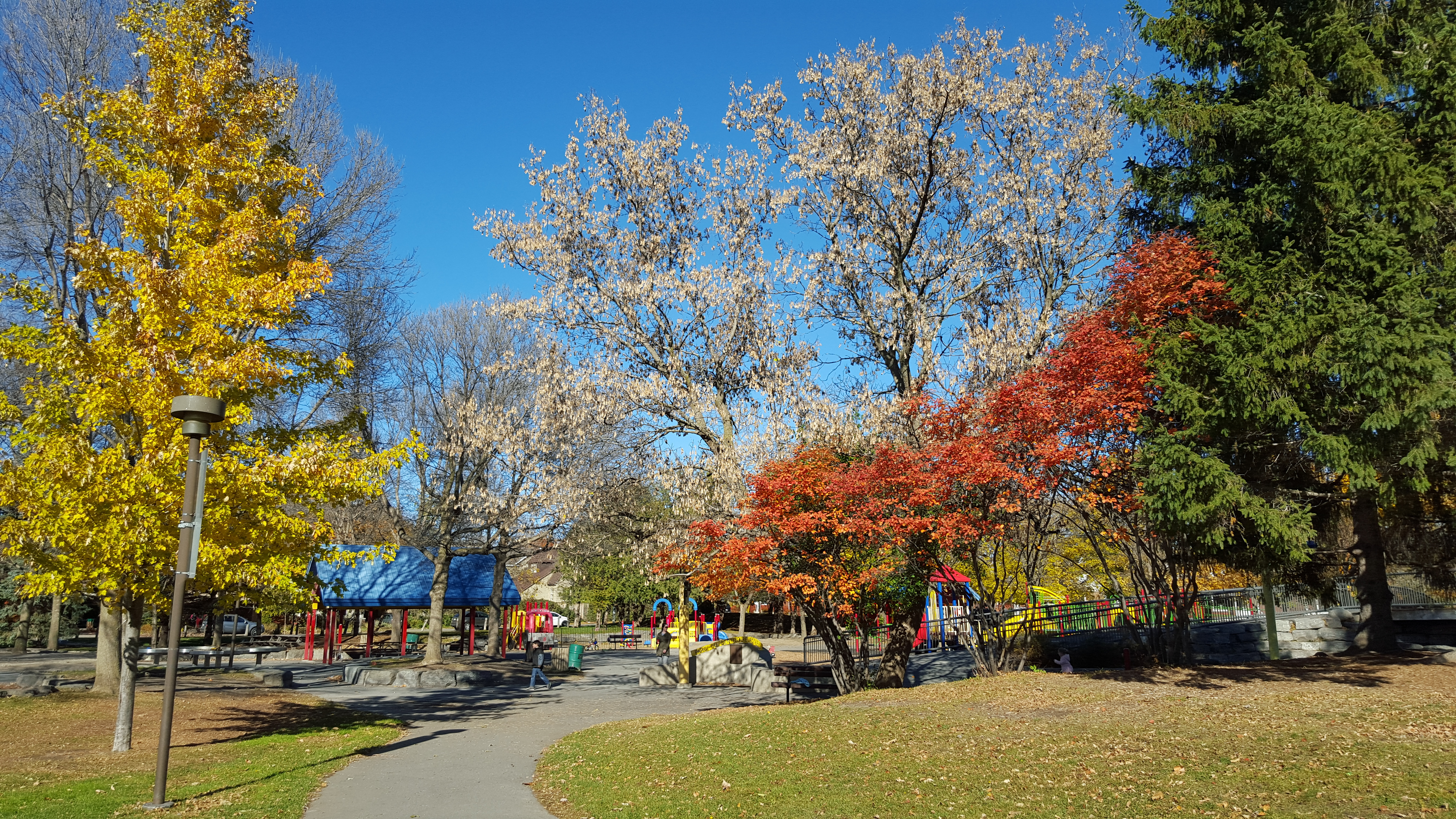
Дерева з північного боку Брюер-парку — листопад 2016

Брюер-парк, англ. Brewer Park — муніципальний парк у місті Оттава, столиці Канади. Його природними межами є північний беріг річки Рідо та Бронсон-авеню, по інший бік якої стоїть Карлтонський університет.
Парк приваблює людей різного віку та захоплень. Взимку тут існує безкоштовна овальна швидкісна ковзанка, два невеликих хокейних поля, а також найбільша в Канаді стіна, де дозволяється малювати графіті (під мостом Данбар). Це одне з улюблених місць для студентів Карлтонського університету, які приходять сюди займатися активним спортом. З іншого боку, на зелених теренах між футбольним полем та дитячим майданчиком люди часто приходять відпочити або навіть влаштувати невеликі святкування.

## Спортивні та ігрові споруди
Брюер-парк містить споруди як для дітей, так і для молоді та дорослих.
- 3 футбольних поля (два придатні для канадського футболу)
- 3 майданчики для бейсболу
- хокейна арена
- стіна, де дозволено малювати графіті (під мостом)
- багато доріжок для велосипедистів
- невелике баскетбольне поле
- невеликий водний парк для дітей (споруджений за допомогою Ротарі-клуба)
- 4 ігрових споруди для дітей
- узбережжя (з 1970 р. не використовується як пляж — зараз там зазвичай вигулюють собак, а також часто прилітають дикі птахи — гуси, качки тощо)
- сад і теплиця

Поряд з парком розташовані Оттавський клуб тенісу і трав'яного боулінгу, приватна двомовна школа «Академія Вестборо» та басейн